# Stefano Ricciotti
 (Roma, 29 novembre 1953) è un direttore della fotografia italiano.

## Biografia
Studia all'Istituto della cinematografia Vasca Navale (Roberto Rossellini) a Roma. All'età di diciassette anni ha iniziato a lavorare presso l'officina meccanica di macchine da presa di Toto Colaiacomo. Nel 1974 lavora in Yuppi Du, film di Adriano Celentano, come consegnatario di macchine da presa ad alta velocità. Grazie a questo film riesce ad entrare nel mondo del cinema, e nello stesso anno lavora come aiuto operatore al film Travolti da un insolito destino nell'azzurro mare d'agosto. Dal 1974 al 1982 ha lavorato come aiuto operatore, per poi passare nel 1982 ad operatore di ripresa con il film Sturmtruppen 2, di Salvatore Samperi. Dal 1982 anno in cui è diventato operatore di macchina, fino al 2000, ha collaborato con i più grandi registi del cinema italiano, tra i quali ricordiamo: Dario Argento in Phenomena, Carlo Lizzani in Mamma Ebe, Franco Brusati in Dimenticare Venezia e Lo zio indegno, Ettore Scola in Splendor, Che ora è e Il viaggio di Capitan Fracassa, Giacomo Battiato in Il cugino americano in La piovra 8 e La piovra 9, Cristina Comencini in Va' dove ti porta il cuore, Leonardo Pieraccioni in Il ciclone e Fuochi d'artificio.
Nel 2000 ha iniziato la carriera come direttore della fotografia con la miniserie Il furto del tesoro.

## Filmografia

### Cinema
- Il siero della vanità, regia di Alex Infascelli (2004)
- Cardiofitness, regia di Fabio Tagliavia (2007)
- La cena di natale di Marco Ponti (2016) – seconda unità

### Televisione
- Il furto del tesoro, regia di Alberto Sironi – miniserie TV (2000)
- Il commissario Montalbano, regia di Alberto Sironi – serie TV (2001-2006)
- Perlasca - Un eroe italiano, regia di Alberto Negrin – miniserie TV (2001)
- Un difetto di famiglia, regia di Alberto Simone – film TV (2002)
- Chiaroscuro, regia di Tommaso Sherman – serie TV (2003)
- Ics - L'amore ti dà un nome regia di Alberto Negrin – serie TV (2003)
- Salvo D'Acquisto, regia di Alberto Sironi – miniserie TV (2004)
- Cefalonia, regia di Riccardo Milani – miniserie TV (2005)
- Gente di mare 1, regia di Alfredo Peyretti – serie TV (2005)
- Virginia, la monaca di Monza, regia di Alberto Sironi – miniserie TV (2006)
- Gente di mare 2 – serie TV (2007)
- Graffio di tigre, regia di Alfredo Peyretti – miniserie TV (2007)
- Capri, regia di Andrea Barzini e Giorgio Molteni – serie TV (2007)
- Medicina Generale 2, regia di Luca Ribuoli – serie TV (2008)
- Nebbie e delitti, regia di Gianpaolo Tescari (2009)
- Rossella, regia di Gianni Lepre – serie TV (2009)
- Un passo dal cielo, regia di Enrico Oldoini – serie TV (2010)
- Che Dio ci aiuti, regia di Francesco Vicario – serie TV (2011)
- L'olimpiade nascosta, regia di Alfredo Peyretti – miniserie TV (2011)
- Adriano Olivetti - La forza di un sogno, regia di Michele Soavi – serie TV (2012)
- Angeli - Una storia d'amore, regia di Stefano Reali – film TV (2013)
- Braccialetti rossi, regia di Giacomo Campiotti – serie TV (2014-2016)
- Liberi sognatori - A testa alta, regia di Graziano Diana – serie TV (2018)
- Liberi di scegliere, regia di Giacomo Campiotti – film TV (2019)
- L'amore strappato, regia di Simona Izzo e Ricky Tognazzi – miniserie TV (2019)
- Permette? Alberto Sordi, regia di Luca Manfredi – film TV (2020)
- Rita Levi Montalcini, regia di Alberto Negrin – film TV (2020)
- Chiara Lubich - L'amore vince tutto, regia di Giacomo Campiotti – film TV (2021)
- La sposa, regia di Giacomo Campiotti – miniserie TV (2022)
- La lunga notte - La caduta del Duce, regia di Giacomo Campiotti – serie TV (2024)
- Se potessi dirti addio, regia di Simona Izzo e Ricky Tognazzi – miniserie TV (2024)

## Riconoscimenti
- Premio Gianni Di Venanzo
  - 2003: Targa speciale fiction per Il commissario Montalbano
- Roma Fiction Fest
  - 2009: Premio Best Imaging per Nebbie e delitti